# Chantal Stoman
Chantal Stoman, née le 23 juin 1968 est une photographe et réalisatrice française qui vit et travaille à Paris. Son travail s'inscrit dans une démarche qui repose sur une observation approfondie des rapports entre l'Homme, son intimité, et la Ville.

## Biographie
Après avoir étudié la photographie à l'Hadassa Institute of Photography,[réf. nécessaire] elle commence sa carrière avec la photographie de mode. Ses images ont été publiées dans la presse française et internationale. Pendant dix ans, Chantal Stoman façonne une esthétique «mode-reportage» en mettant en scène ses images dans des lieux inédits et lointains. Cette démarche a été fortement critiquée par Valérie Patrin-Leclère pour un reportage intitulé « Kibboutz spirit », paru dans Next, le supplément mensuel de Libération, en juin 2009.
Dès 2005, Chantal Stoman oriente son travail vers des projets plus personnels. Lors de son premier séjour au Japon, en 2005, fascinée par la relation particulière que les femmes japonaises entretiennent avec le luxe et la mode, elle décide d’en faire un projet : A Woman’s Obsession. Ce premier projet personnel est parrainé par Chanel.
Avec son projet suivant ; Lost Highway : A Photo Project, réalisé sur les voies rapides qui traversent les grandes capitales du monde, Chantal Stoman se penche sur la proximité entre ces routes et différents lieux de vie. Initié à Tokyo en 2008, le projet est poursuivi en 2010 à São Paulo, au Caire et à Hong Kong puis à Bombay et Calcutta en 2012. La première partie de ce projet est exposée dans la station de métro Châtelet lors de la Nuit Blanche 2009.
Avec ce projet, les expositions de Chantal Stoman prennent une approche itinérante et s’ancrent dans l’espace public sous la forme d’installations urbaines. C’est ainsi qu’en 2010 le projet est visible sur une rame du tramway bruxellois. Le projet a depuis été présenté en France au Palais de Chaillot, Cité de l'architecture et du patrimoine, à l’occasion du Mois de la photo à Paris puis à Mumbai et à Kyoto.
C'est ensuite à Rome que Chantal Stoman part pour réaliser son projet suivant, L'Image Culte, initié et guidé par un dialogue avec l'écrivain Erri de Luca puis réalisé grâce à une invitation à séjourner à la Villa Médicis au printemps 2013.
En 2015, Chantal Stoman se rend à Jérusalem, où elle réalise Walking Distance, un projet photographique témoignant de sa curiosité pour les « villes mythes » qui racontent, dans le profond, une histoire et qui font l'Histoire.
En 2016, l'artiste est invitée par l'Institut Français en résidence au Cambodge, à  Phnom Penh. Chantal Stoman se plonge dans l'intimité de cette ville dont le paysage, travaillé par l'occupation humaine, offre à voir de multiples strates mémorielles, vestiges rendus à une vie propre qui deviendront le sujet du projet VIEWS. Elle y réalise également des workshops. Ce projet a fait l'objet d'une installation monumentale lors du Mois de la Photo du Grand Paris sur les fenêtres du Conservatoire de Montreuil, réalisé par l'architecte Claude le Goas, transformant le bâtiment en une "lightbox" géante.
En 2017, Chantal Stoman se rend dans la petite ville japonaise de Ōme. D'abord venue pour un court projet, elle y effectuera de nombreux aller-retours pour un travail qui durera plus de trois ans. Elle y réalisera Ōmecittà, une observation de la passion pour le cinéma de cette petite commune, ou plutôt des vestiges de celle-ci,. Un projet encore une fois axé sur les liens entre mémoire et image pour lequel Chantal Stoman reçoit le Soutien à la photographie documentaire contemporaine du CNAP. En addition du projet photographique, l'artiste réalise alors également son premier documentaire de création.
Durant la pandémie, en 2022, la photographe est amenée à se rendre au cimetière de Bagneux. Là, elle y remarque les très anciens médaillons de céramique des sépultures qui deviennent le point de départ du projet Ça a été (2022), une réflexion sur la disparition de l'image,.

## Collections
- Fondation Antoine de Galbert
- Collection Marin Karmitz [21]
- Maison européenne de la photographie
- Bibliothèque nationale de France
- Hadassa Institute of Photography, Jérusalem
- Istituto Nazionale per la Grafica, Rome
- Centro Internazionale d'Arte Contemporanea, Rome
- National Film Archive of Japan
- Chanel KK
- Collection Friedman, La Nouvelle Orléans
- Enchères Artcurial
- Groupes Hélios
- Galerie Jansem, Paris
- Collection Wertheimer, New York

## Prix et distinctions
- III Premio Internacional de Fotografia Contemporanea Pilar Citoler, Edita Fundacion Provincial de Artes Plasticas Rafael Boti, Universidad de Cordoba, 2008
- Premio dos Caminos de Hierro, Fundación de los Ferrocarriles Españoles, Palacio Fernán Núñez, Madrid, 2012
- Soutien à la photographie documentaire contemporaine, CNAP France, 2017
- Prix du Projet à l'édition pour Ōmecittà, CNC, 2018

## Publications
- Strip, Steidl, 2002
- Maw Money, Steidl, 2004
- A Woman’s Obsession, éditions de la Martinière, 2006  (ISBN 978-2732434179)
- Lost Highway, More, Factory Editions, 2012
- L'Image Culte, Éditions Le Joker, 2014
- Walking Distance, Collection Portraits de villes, Éditions Be-Pôles, 2016
- VIEWS, Phnom Penh, Éditions Rue du Bouquet, 2017
- Ōmecittà, les Éditions de l'Œil, 2020[22]

## Filmographie
- 2020 : Ōmecittà, long-métrage de 69 min - documentaire de création